# Skřípov
Skřípov (en allemand : Wachtl) est une commune du district de Prostějov, dans la région d'Olomouc, en Tchéquie. Sa population s'élevait à 323 habitants en 2023.

## Géographie
Skřípov se trouve à 9,5 km au sud-est de Jevíčko, à 24,5 km au nord-ouest de Prostějov, à 31 km à l'ouest d'Olomouc et à 181 km à l'est-sud-est de Prague.
La commune est limitée par Jaroměřice, Šubířov et Dzbel au nord, par Konice à l'est, par Brodek u Konice au sud-est, par Horní Štěpánov au sud-ouest, et par Úsobrno à l'ouest.

## Histoire
La première mention écrite de la localité date de 1553.

## Galerie

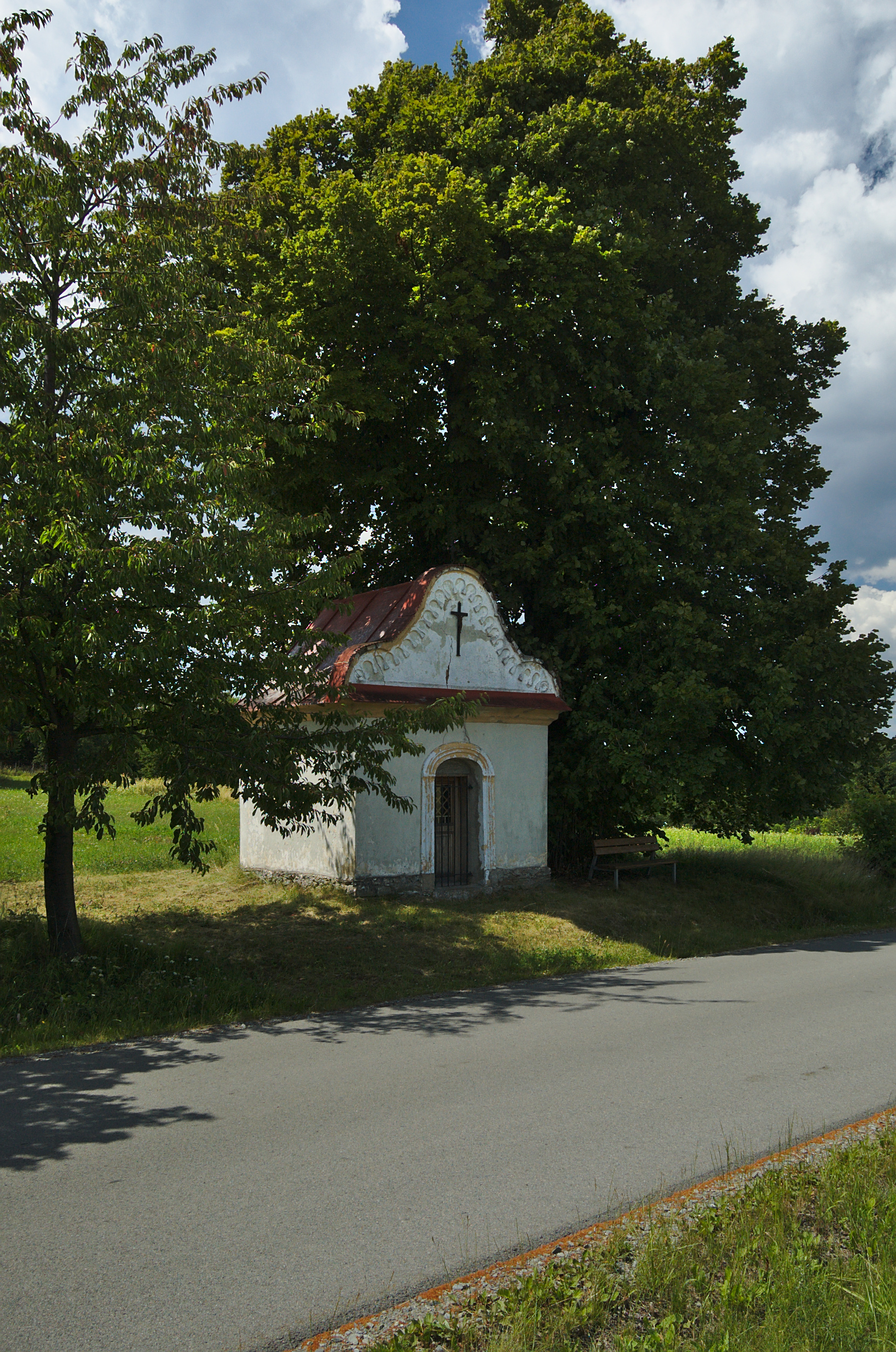
Chapelle du Cœur Divin.
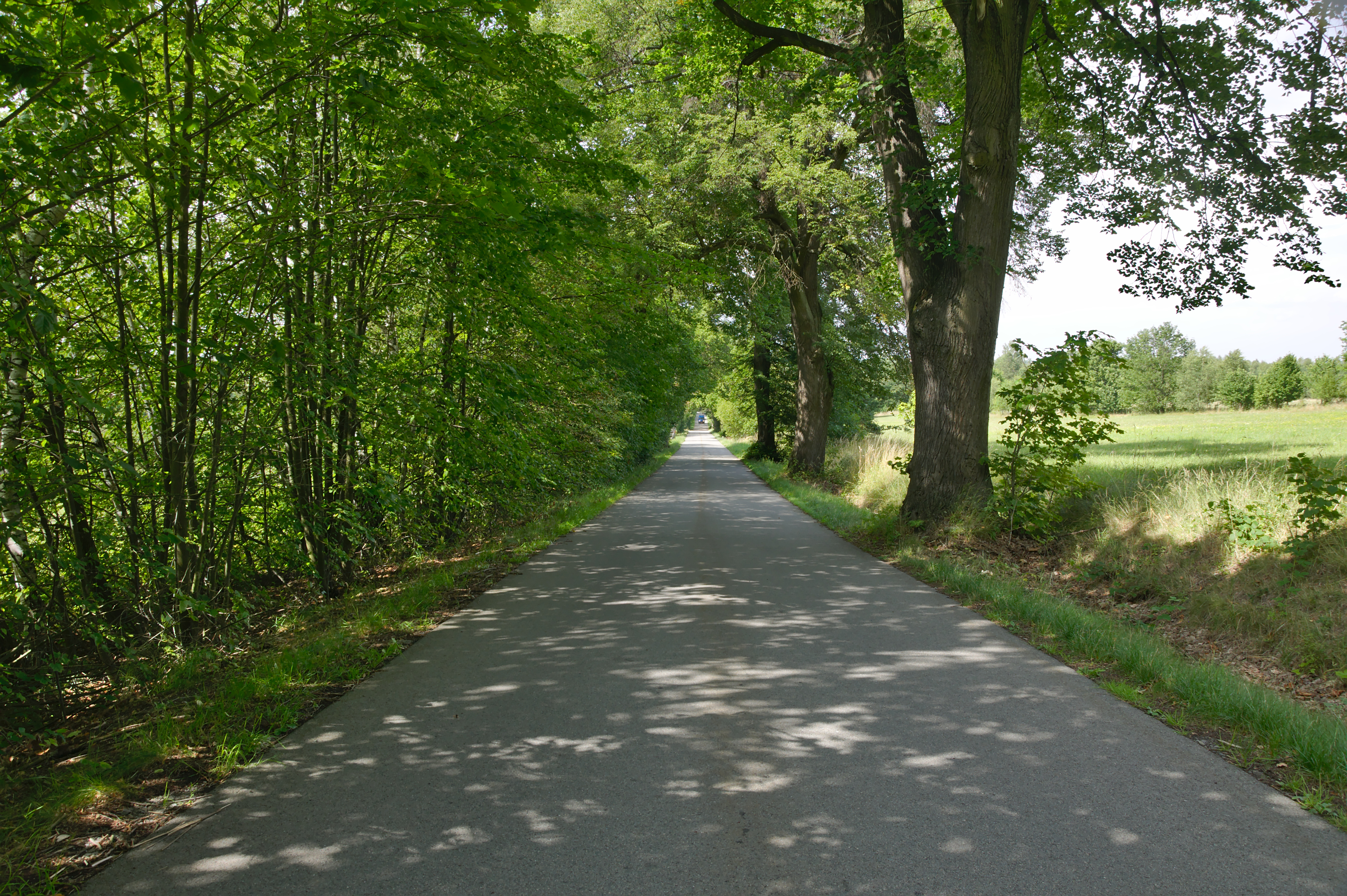
Skřípov : route ombragée.
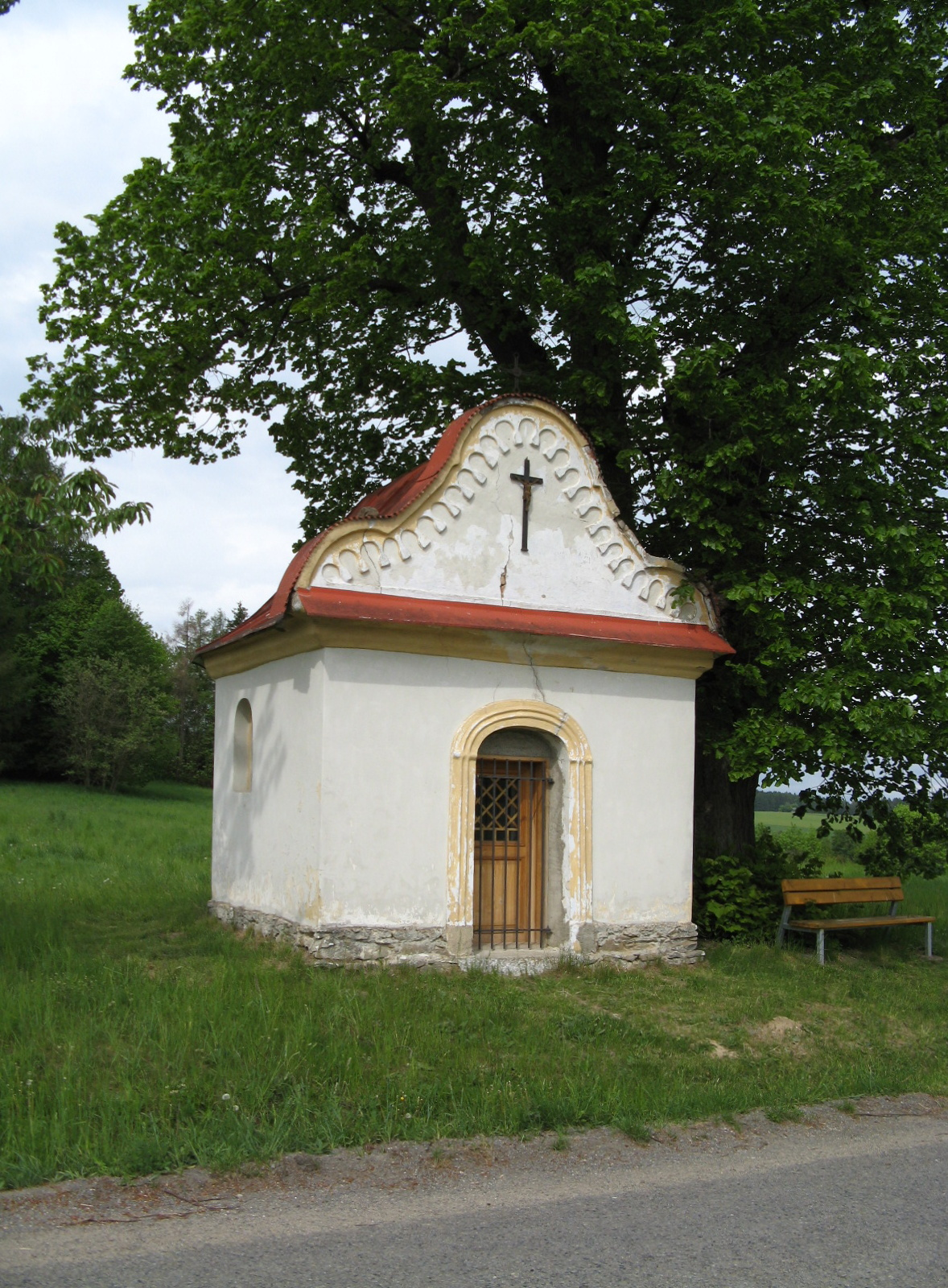
Chapelle à Skřípov.

## Transports
Par la route, Skřípov se trouve à 12 km de Jevíčko, à 29 km de Prostějov, à 36 km d'Olomouc et à 233 km de Prague.